# Kamesuke Higashionna
Kamesuke Higashionna (jap. 東恩納 亀助 Higashionna Kamesuke; auch bekannt als Kamesuke Higaonna, Hiroshi Higashionna und Hiroshi Higaonna; * 1904; † 1968?) war ein japanischer Kampfkunstexperte des Karate. Er war u. a. ein Schüler von Motobu Chōki und kam am 18. August 1933, begleitet von Mizuho Mutsu, nach Hawaii. Kamesuke Higashionna ist ein Gründungsmitglied des Hawaii Karate Seinenkai in Hawaii.